# Jesenska zasukica
Jesenska zasukica (jesenski zasučak; lat. Spiranthes spiralis), vrsta trajnice iz porodice kačunovki, jedna je od vrsta u rodu zasukica. 

## Rasprostranjenost
Raširena je po velikim dijelovima Europe, na Kavkazu, istočnom Sredozemlju i Iranu.

## Opis
Spiranthes spiralis je mala biljka visoka dvadesetak centimetara, koja se može naći na travnjacima, na punom svjetlu.
Stabljika je dlakava, sivozelena. Lišće formira vrlo malu rozetu tijekom cvatnje. Ova rozeta odgovara biljci sljedeće godine, zato stabljika nije u središtu rozete, već samo sa strane. Klas je bijel, mirisan, a cvjetovi su karakteristično složeni u spiralu koja se može vijugati u oba smjera.
Sezona cvatnje traje od kolovoza do listopada, jedna je od posljednjih orhideja u cvatu koje se mogu vidjeti u Francuskoj u jesen.

## Sinonimi
- S. spiralis, cijela biljka
- S. spiralis
- S. spiralis
- S. spiralis, listovi
- S. spiralis, pupoljci